# أسمر حسين أحمد
أسمر حسين أحمد وهي سياسية عراقي من أصل كردي شغلت منصب عضو في مجلس النواب العراقي بين عامي 2005 و 2010 عن قائمة الاتحاد الإسلامي الكردستاني عن محافظة السليمانية.
شغلت منصب عضو في لجنة مؤسسات المجتمع المدني في مجلس النواب.